# Tymulina
Tymulina, thymulina (łac. thymus, grasica) – hormon wydzielany przez grasicę, stymulujący produkcję limfocytów T.